# Phyllagathis driessenioides
Phyllagathis driessenioides är en tvåhjärtbladig växtart som beskrevs av Carlo Hansen. Phyllagathis driessenioides ingår i släktet Phyllagathis och familjen Melastomataceae. Inga underarter finns listade i Catalogue of Life.